# Formula 1 97
Formula 1 97, chiamato Formula 1 Championship Edition nell'edizione statunitense, è il secondo videogioco basato sulla stagione 1997 di Formula 1. Prodotto dalla Psygnosis e pubblicato dalla Sony per Microsoft Windows e PlayStation, il gioco ricopre tutti e 22 i piloti e i circuiti inclusi nella rispettiva stagione, compreso il circuito di Estoril, anche se non fa parte del calendario di questa stagione della Formula 1.

## Modalità di gioco
Il gioco include una modalità Arcade rivolta all'azione e una Gran Premio più realistica.
Nella versione italiana del gioco, la telecronaca è affidata ad Andrea De Adamich e Massimo Marinoni (qui chiamato Massimo Bianchi).

## Lista dei piloti e dei team
- Arrows Yamaha
  - 1  Damon Hill
  - 2  Pedro Diniz
- Williams Renault
  - 3  Jacques Villeneuve (per motivi di copyright, nel gioco è denominato "Williams Driverone"[1])
  - 4  Heinz-Harald Frentzen
- Scuderia Ferrari
  - 5  Michael Schumacher
  - 6  Eddie Irvine
- Benetton Renault
  - 7  Jean Alesi
  - 8  Gerhard Berger
- McLaren Mercedes
  - 9  Mika Häkkinen
  - 10  David Coulthard
- Jordan Peugeot
  - 11  Ralf Schumacher
  - 12  Giancarlo Fisichella
- Prost Mugen Honda
  - 14  Olivier Panis
  - 15  Shinji Nakano
- Sauber Petronas
  - 16  Johnny Herbert
  - 17  Nicola Larini
- Tyrrell Ford
  - 18  Jos Verstappen
  - 19  Mika Salo
- Minardi Hart
  - 20  Ukyo Katayama
  - 21  Jarno Trulli
- Stewart Ford
  - 22  Rubens Barrichello
  - 23  Jan Magnussen
- Lola Ford (la scuderia viene inserita nel manuale ma non nel videogioco, poiché nel Mondiale 1997 ha partecipato solo al GP di Australia senza neppure qualificarsi per la gara; solo nella versione demo e prototipo del gioco le macchine in pista sono 24, ma nei file audio del gioco si trovano quelli relativi agli originali)
  - 24  Vincenzo Sospiri
  - 25  Ricardo Rosset

Il videogame e le statistiche sono aggiornati fino al GP di Spagna 1997.

## Circuiti
Ufficiali
- Melbourne
- Interlagos
- Buenos Aires
- Imola
- Monaco
- Catalunya
- Montréal
- Magny-Cours
- Silverstone
- Hockenheim
- Hungaroring
- Spa-Francorchamps
- Monza
- A1-Ring
- Nürburgring
- Suzuka
- Estoril (inserito nel videogioco, anche se saltato nel mondiale di F1 per varie controversie)
- Jerez

Bonus
- Edialeda (versione a specchio di Adelaide di Formula One)
- Adia (versione a specchio di Aida di Formula One)
- Sunob (versione a specchio del circuito Bonus di Formula One)
- Silverstone Sixties (versione di Silverstone anni '60 in bianco e nero)

## Accoglienza
| Testata  | Versione | Giudizio |
| -------- | -------- | -------- |
| Edge     | PS1      | 8/10     |
| Edge     | PC       | 7/10     |
| EGM      | PS1      | 8.25/10  |
| GameSpot | PS1      | 7.9/10   |
| IGN      | PS1      | 9/10     |
| OPM (UK) | PS1      | 9/10     |

Formula 1 97 è stato un bestseller nel Regno Unito. Nell'agosto 1998, la versione PlayStation ha ricevuto il premio "Platinum" dalla Verband der Unterhaltungssoftware Deutschland (VUD), grazie alle 200 000 copie vendute in Germania, Austria e Svizzera.
- PlayStation Official Magazine: "Formula 1 era solo un giro di riscaldamento. F1 '97 è tutto il dannato campionato." 9/10
- PlayStation Plus: "Formula 1 era solo una prova di qualificazione. F1 '97 è un intero campionato mondiale. Eccitante e divertente allo stesso tempo."
- Next Station: "Nuova stagione, inquadratura e giocabilità." 88%